# Songs Against the Bomb
Songs Against the Bomb (1960) è una raccolta di registrazioni dal vivo con la partecipazione di Ewan MacColl e Peggy Seeger, il London Youth Choir con Fred & Betty Dallas con la partecipazione di altri artisti.
Il disco raccoglie registrazioni che vanno dal 1952 al 1960. Le registrazioni sono state realizzate dal vivo al Ballads and Blues (Ewan MacColl & Peggy Seeger) e al Partisan Coffee House (London Youth Choir con Fred & Betty Dallas).

## Tracce
Lato A
1. Brother Won't You Join in the Line?  Ewan MacColl, Peggy Seeger e Ramblin' Jack Elliott
2. The Crooked Crosses - Ewan MacColl & Peggy Seeger, 1960
3. Strontium 90 (Fred Dallas) Fred & Betty Dallas with Ron Fielder (banjo)
4. Hey Little Man (Sinner Man)-   Fred & Betty Dallas
5. Doomsday Blues (St. James Infirmary Blues) - Fred Dallas, 1958 (cantata nel film March to Aldermaston)
6. The Ballad of the Five Fingers (Ewan MacColl)  Ewan MacColl & Peggy Seeger, 1957 (dal film Tragica incertezza)
7. There are Better Things to Do - Peggy Seeger (banjo) con Jack Elliott (chitarra), 1958

Lato B
1. The H-Bomb's Thunder,  (testo di John Brunner su musica della canzone Miner's Lifeguard dei minatori americani) The London Youth Choir, solisti Wendy Edwards & Ron Fielder (banjo) con Leon Rosselson (chitarra), 1958
2. Song of Hiroshima (Koki Kinoshita, testo in inglese di Ewan MacColl);   The London Youth Choir, voce solista Wendy Edwards, 1955
3. Hoist the Window (trad. Spiritual)  The London Youth Choir, voce solista Marlene Tallman con Leon Rosselson (chitarra) e Ron Fielder (banjo), 1952
4. That Bomb Has Got to Go  - (MacColl, Seeger)    Ron Fielder, Ray Edwards e parte del coro  Robin Hood Singers, 1959
5. The Dove  (basata sulla vecchia canzone folk inglese The Cuckoo is a Pretty Bird)  Margaret McKeown con Leon Rosselson (chitarra), 1954
6. The Family of Man   The London Youth Choir, solista Ron Fielder (banjo), Margaret McKeown, Marlene Tallman and Ray Edwards, con Leon Rosselson (guitar), 1957